# ミスター・ブルー・スカイ
「ミスター・ブルー・スカイ」 (Mr. Blue Sky) は、イギリスのロックバンドであるエレクトリック・ライト・オーケストラ (ELO) の楽曲。1977年に発売されたスタジオ・アルバム『アウト・オブ・ザ・ブルー』に収録されている。フロントマンのジェフ・リンが作詞作曲とプロデュースを担当した。「ミスター・ブルー・スカイ」は、『アウト・オブ・ザ・ブルー』からカットされたシングルとしてはBillboard Hot 100でトップ40を2番目に記録する作品となり、最高位35位を記録した。
また、このシングルは全英シングルチャートでは最高位6位を記録した。この曲は、スペースシャトルの最後の飛行となった STS-135 の乗組員クリストファー・ファーガソンのモーニングコールとして用いられたほか、2012年にジェフ・リン自身がセルフ・カバーを行っている。

## 制作背景
BBCラジオのインタビューによると、ジェフ・リンはELOのアルバム『オーロラの救世主』のためにスイスの山中に籠って「ミスター・ブルー・スカイ」を制作した。
| 「 | 2週間ずっと暗くて霧がたっていて僕は何も閃かなかった。突然、太陽が輝きだして「わぁ、なんて綺麗なアルプスだろう」と思い、僕は次の2週間で「ミスター・ブルー・スカイ」と他13曲を書きあげた。 | 」 |

この曲のアレンジは「ビートレスク」と称され、ビートルズの「マーサ・マイ・ディア」や「ア・デイ・イン・ザ・ライフ」との類似性について言及されている。

## クレジット
1978年版
- ジェフ・リン - リード・ボーカル、バッキング・ボーカル、リズムギター、リードギター、オーケストラル＆コーラスアレンジメント
- リチャード・タンディー - ピアノ、エレクトリック・ピアノ、シンセサイザー、ヴォコーダー、オーケストラル＆コーラスアレンジメント
- ケリー・グロウカット - ベース、バッキング・ボーカル
- ベヴ・ベヴァン - ドラムス、パーカッション、シンバル、バッキング・ボーカル、消火器
- ミク・カミンスキー - バイオリン
- ヒュー・マクダウェル - チェロ
- メルヴィン・ゲイル - チェロ
- ルイス・クラーク - オーケストラル＆コーラスアレンジメント、オーケストラル・コンダクター

2012年版
- ジェフ・リン - リード・ボーカル、ギター、ベース、キーボード、ヴォコーダー、ドラムス
- ロージー・ヴェラ - バッキング・ボーカル
- マーク・マン - ストリングス
- スティーブ・ジェイ - シェイカー、タンバリン

## チャート成績

### 週間チャート
| チャート (1978年 - 2017年)          | 最高位 |
| ----------------------------------- | ------ |
| オーストラリア (Kent Music Report)  | 87     |
| ベルギー (Ultratop 50 Flanders)     | 18     |
| カナダ トップシングルス (RPM)       | 26     |
| アイルランド (IRMA)                 | 28     |
| オランダ (Dutch Top 40)             | 11     |
| オランダ (Single Top 100)           | 8      |
| UK シングルス (OCC)                 | 6      |
| US Billboard Hot 100                | 35     |
| US Cash Box Top 100                 | 27     |
| 西ドイツ (GfK Entertainment charts) | 27     |

| チャート (2017年)             | 最高位 |
| ----------------------------- | ------ |
| US Hot Rock Songs (Billboard) | 12     |

### 年間チャート
| チャート (1978年)               | 順位 |
| ------------------------------- | ---- |
| オランダ (Dutch Top 40)         | 69   |
| オランダ (Single Top 100)       | 43   |
| UK Music Week Singles           | 43   |
| US (Joel Whitburn's Pop Annual) | 206  |

| チャート (2017年)             | 順位 |
| ----------------------------- | ---- |
| US Hot Rock Songs (Billboard) | 71   |

## 認定
| 国/地域                                                       | 認定        | 認定/売上数 |
| ------------------------------------------------------------- | ----------- | ----------- |
| デンマーク (IFPI Danmark)                                     | Gold        | 45,000      |
| ドイツ (BVMI)                                                 | Gold        | 250,000     |
| イタリア (FIMI)                                               | Gold        | 35,000      |
| イギリス (BPI) フィジカルリリース                             | Silver      | 250,000^    |
| イギリス (BPI) 音楽配信                                       | 4× Platinum | 2,400,000   |
| アメリカ合衆国 (RIAA)                                         | 3× Platinum | 3,000,000   |
| ^ 認定のみに基づく出荷枚数 · 認定のみに基づく売上数と再生回数 |             |             |

## カバー
- トニー・ヴィスコンティ - 2001年のトリビュート・アルバム『Lynne Me Your Ears - A Tribute to the Music of Jeff Lynne』に収録。
- リリー・アレン - 2007年のシングル。
- メイヤー・ホーソーン&ザ・カントリー - 2011年のEP『Impressions - The Covers』に収録。
- コモン - 2011年アルバム『ザ・ドリーマー、ザ・ビリーバー』の収録曲「ブルー・スカイ」で、この曲をサンプリングしている。
- ラテラル・ブルー - 2019年のアルバム『Go Your Own Way - A Bluegrass Tribute to the 70s』に収録。
- ウィーザー - 2019年のカバー・アルバム『Weezer (Teal Album)』に収録。

## 映画での使用
『ゲーム・プラン』、『モール★コップ』、『ガーディアンズ・オブ・ギャラクシー:リミックス』、『ザ・スーパーマリオブラザーズ・ムービー』などで使用されている。

## その他
イギリスのテレビドラマ『ドクター・フー』の2006年のエピソードでこの曲が演奏され、2012年ロンドンオリンピックの閉会式ではオリンピック・スタジアムでこの曲が流れた。さらにこの曲はUEFAチャンピオンズリーグ 2011-12 決勝の表彰式や『ガーディアンズ・オブ・ギャラクシー: リミックス』でも流れている。また、2013年にはイチローと蒼井優出演のキリン「一番搾り」のCMソング、2016年にはスズキの軽ハイトワゴン「スペーシアカスタムZ」のCMソングに起用された。